# Кочо Хаджигаев
Костадин Хаджигаев (изписване до 1945 година: Кочо хаджи Гаевъ) е български общественик и революционер, деец на Вътрешната македоно-одринска революционна организация.

## Биография
Кочо Хаджигаев е роден през 1880 година в град Енидже Вардар, днес в Гърция. По професия е градинар и в същото време е деец на ВМОРО. През Балканската война е четник в четата на Иван Пальошев, а после се присъединява към четата на Ичко Димитров. Служи в 4 рота на 13 кукушка дружина и Сборна партизанска рота на МОО. През 1920 година участва в основаването на Илинденската организация.